# Frans van Geert
Frans van Geert (1786-1873) is een Vlaamse toneelschrijver.

## Leven
De geboren Gentenaar is van 1809 tot vlak voor de Slag bij Waterloo in dienst bij het Franse leger. Hij wordt daarna kapitein in het Nederlandse leger. In 1830 maakt Van Geert de overstap naar het Belgische leger. In 1847 eindigt zijn militaire carrière en legt Van Geert zich toe op de literatuur.

## Werk
Naast vertalingen van beroemde werken van Schiller en Goethe, legt Van Geert zich vooral toe op eigen werk. Het beroemdst is zijn bewerking van de roman Jacob van Artevelde van Hendrik Conscience. Hiervoor werd hem in 1865 de driejaarlijkse staatsprijs voor Vlaamse toneelletterkunde (periode 1862-1864) toegekend. Tevens werd het stuk opgevoerd bij de onthulling van het standbeeld van Jacob van Artevelde van Pieter de Vigne in Gent in 1863.